# اچ‌ام‌اس کادموس (۱۹۰۳)
اچ‌ام‌اس کادموس (۱۹۰۳) (به انگلیسی: HMS Cadmus (1903)) یک کشتی بود که طول آن ۲۱۰ فوت (۶۴ متر) بود. این کشتی در سال ۱۹۰۳ ساخته شد.